# Neverwinter Nights (seria)
Neverwinter Nights – seria gier komputerowych z gatunku cRPG wyprodukowanych przez BioWare, Obsidian Entertainment  i wydanych przez firmę Atari.

## SeriaNeverwinter Nights
- Neverwinter Nights (2002[2])
  - Neverwinter Nights: Shadows of Undrentide  (2003[3])
  - Neverwinter Nights: Hordes of the Underdark (2003[4])
- Neverwinter Nights 2 (2006[5])
  - Neverwinter Nights 2: Maska zdrajcy  (2007[6])
  - Neverwinter Nights 2: Gniew Zehira (2008[7])
  - Neverwinter Nights 2: Wrota Zachodu ( 2009[8])